# 케이엔제이
케이엔제이(KNJ Co. Ltd.)는 대한민국의 디스플레이장비·반도체 부품소재 기업이다. 본사는 충남 아산시 음봉면 스마트산단1로 22에 위치해 있으며 대표이사는 심호섭이다. 식각부품 실리콘카바이드(SiC)링을 제조한다.

## 상장
2019년 10월 25일에 주관사를 미래에셋대우로 공모가 1만1000원에 코스닥 시장에 상장하였다.

## 같이 보기
- 월덱스
- 원익QnC

## 참고문헌
1. ↑  케이엔제이, SK하이닉스 SiC링 '직공급' 벤더로 신규 진입, 디일렉, 2023.02.23
2. ↑  나병현, 이베스트 “중국 반도체 자립, 장비업체 파크시스템스  케이엔제이 수혜”, 비즈니스포스트, 2023-09-08